# Германия на летних Олимпийских играх 1932
Германия на Летних Олимпийских играх 1932 года была представлена 144 спортсменами (135 мужчины, 9 женщин), выступавшими в 15 видах спорта. Они завоевали 3 золотых, 12 серебряных и 5 бронзовых медалей, что вывело команду на 9-е место в неофициальном командном зачёте.

## Медалисты
| Медаль  | Спортсмен                                                                                                  | Вид спорта           | Дисциплина                               |
| ------- | --- | -------------------- | ---------------------------------------- |
| Золото  | Ханс Эллер Хорст Хёк Вальтер Майер Карлхайнц Нойман Йоахим Шпремберг                                       | Академическая гребля | Мужчины, четвёрки распашные с рулевым    |
| Золото  | Рудольф Исмайр                                                                                             | Тяжёлая атлетика     | Мужчины, до 75 кг                        |
| Золото  | Якоб Брендель                                                                                              | Борьба               | Мужчины, греко-римская борьба, до 56 кг  |
| Серебро | Эрих Борхмайер Фридрих Хендрикс Артур Йонат Хельмут Кёрниг                                                 | Лёгкая атлетика      | Мужчины, эстафета 4 x 100 м              |
| Серебро | Эллен Браумюллер                                                                                           | Лёгкая атлетика      | Женщины, метание копья                   |
| Серебро | Ханс Цигларски                                                                                             | Бокс                 | Мужчины, до 53,5 кг                      |
| Серебро | Йозеф Шлайнкофер                                                                                           | Бокс                 | Мужчины, до 57,2 кг                      |
| Серебро | Эрих Кампе                                                                                                 | Бокс                 | Мужчины, до 66,7 кг                      |
| Серебро | Херберт Буц Герхард Бётцелен                                                                               | Академическая гребля | Мужчины, двойки парные                   |
| Серебро | Карл Алеттер Вальтер Финш Эрнст Габер Ханс Майер                                                           | Академическая гребля | Мужчины, четвёрки распашные без рулевого |
| Серебро | Хайнрих Хакс                                                                                               | Стрельба             | Мужчины, скорострельный пистолет 25 м    |
| Серебро | Йоханнес Вольперт                                                                                          | Тяжёлая атлетика     | Мужчины, до 60 кг                        |
| Серебро | Эмиль Бенеке Отто Кордес Йохан Экштайн Фриц Гунст Эрих Радемахер Йоахим Радемахер Ханс Шульце Хайко, Шварц | Водное поло          | Мужчины                                  |
| Серебро | Вольфганг Эрль                                                                                             | Борьба               | Мужчины, греко-римская борьба, до 61 кг  |
| Серебро | Еан Фёльдеак                                                                                               | Борьба               | Мужчины, греко-римская борьба, до 79 кг  |
| Бронза  | Артур Йонат                                                                                                | Лёгкая атлетика      | Мужчины, 100 м                           |
| Бронза  | Вольрад Эберле                                                                                             | Лёгкая атлетика      | Мужчины, десятиборье                     |
| Бронза  | Тилли Флайшер                                                                                              | Лёгкая атлетика      | Женщины, метание копья                   |
| Бронза  | Йозеф Штрасбергер                                                                                          | Тяжёлая атлетика     | Мужчины, свыше 82,5 кг                   |
| Бронза  | Эдуард Шперлинг                                                                                            | Борьба               | Мужчины, греко-римская борьба, до 66 кг  |